# Xyletobius affinis
Xyletobius affinis là một loài bọ cánh cứng thuộc họ Ptinidae.